# Liste der Biografien/Tiv
Liste der Biografien |
Portal Biografien |
Personensuche
# |
A |
B |
C |
D |
E |
F |
G |
H |
I |
J |
K |
L |
M |
N |
O |
P |
Q |
R |
S |
T |
U |
V |
W |
X |
Y |
Z |
?
 
Ta |
Tc |
Te |
Tf |
Tg |
Th |
Ti |
Tj |
Tk |
Tl |
Tm |
To |
Tq |
Tr |
Ts |
Tu |
Tv |
Tw |
Tx |
Ty |
Tz
 
Tia |
Tib |
Tic |
Tid |
Tie |
Tif |
Tig |
Tih |
Tii |
Tij |
Tik |
Til |
Tim |
Tin |
Tio |
Tip |
Tiq |
Tir |
Tis |
Tit |
Tiu |
Tiv |
Tiw |
Tix |
Tiy |
Tiz
Die Liste der Biografien führt alle Personen auf, die in der deutschsprachigen Wikipedia einen Artikel haben. Dieses ist eine Teilliste mit 5 Einträgen von Personen, deren Namen mit den Buchstaben „Tiv“ beginnt.

## Tiv

### Tiva
- Tivani, Nicolás (* 1995), argentinischer Radrennfahrer

### Tive
- Tiven, Joshua (* 1978), US-amerikanischer Basketballschiedsrichter
- Tivey, Cara, britische Pianistin und Sängerin

### Tivi
- Tiviakov, Sergey (* 1973), niederländischer Schachmeister russischer Herkunft

### Tivo
- Tivontschik, Andrei (* 1970), belarussisch-deutscher Stabhochspringer und Olympiamedaillengewinner